# Garry St. Jean
Garry St. Jean (Chicopee, 10 febbraio 1950) è un allenatore di pallacanestro e dirigente sportivo statunitense, professionista nella NBA.